# Antonio Guarra
Antonio Guarra (Portici, 1º gennaio 1928 – Roma, 22 dicembre 1996) è stato un politico e avvocato italiano.

## Biografia
Con la costituzione del Movimento Sociale Italiano, nel 1947 aderì al Raggruppamento Giovanile Studenti e Lavoratori che faceva riferimento al partito neo-fascista. Laureatosi in giurisprudenza all’Università di Napoli, esercitò l'avvocatura.
Di formazione gentiliana, fu fautore dell' "umanesimo del lavoro" enunciato dal filosofo Giovanni Gentile nella sua ultima opera, Genesi e struttura della società, e della socializzazione delle imprese con la partecipazione degli operai alla gestione delle imprese.
Nel 1963 fu eletto Deputato alla Camera per il MSI, consecutivamente dalla IV alla X legislatura della Repubblica Italiana, su posizioni almirantiane, importante fu il suo impegno alla metà degli anni Settanta per superare la crisi aperta dalla scissione di Democrazia Nazionale. Si dimise nell'ottobre 1989 da Montecitorio. 
Nel 1994 fu eletto senatore nella XII legislatura, sempre nelle file del Movimento Sociale Italiano - Destra Nazionale (poi Movimento Sociale Italiano-Alleanza Nazionale) e a palazzo Madama fu presidente della commissione Giustizia del Senato, fino al giugno 1996. Morì in dicembre, pochi mesi dopo la fine dell'ultima legislatura.

## Incarichi
Guarra fu componente di numerose commissioni parlamentari durante la varie legislature, oltre che Presidente della 2a commissione Giustizia del Senato della Repubblica; fu inoltre nominato segretario dell'ufficio di presidenza durante la VI, VIII e IX legislatura.